# Garland (Karolina Północna)
Garland – miasto w Stanach Zjednoczonych, w stanie Karolina Północna, w hrabstwie Sampson.